# Viaanse Bos
Het Viaanse Bos is een natuurgebied bij Vianen. Het ligt tussen de A2, de Lekdijk, en de woonwijk Amaliastein en de Bentz-Berg. Het bos was onderdeel van het buiten Amaliastein dat gebouwd werd voor Amalia van Nieuwenaar-Alpen, de vrouw van Hendrik van Brederode, heer van Vianen. Het buitenhuis werd in 1830 gesloopt. Van Amaliastein zijn het omgrachte terrein waarop het huis stond en het Viaanse Bos de enige overblijfselen. Tot de jaren 50 van de twintigste eeuw was het bos in gebruik als hakgriend. Deze grienden werden eens na enkele jaren gehakt waarbij de wilgentakken voor andere doeleinden werden gebruikt. Nadat de hakhoutcultuur in onbruik raakte door de dalende houtprijzen, werden er populieren tussen het hakhout geplant. Het beheer door Utrechts Landschap bestaat voor een deel uit voortzetting van hakgriendbeheer. Een deel van het bos ontwikkelde zich vanuit doorgeschoten grienden spontaan tot een moerasbos. In het gebied liggen ook enkele boomgaarden, graslanden en struweel. Toen er in de 17e eeuw reigers nestelden in de bomen van het Viaanse bos ontstond de bijnaam van Vianen: Reigerstad.

## Flora en fauna
Het bos bestaat uit wilgengriend met populieren, zwarte elzen en rietstroken. De aanwezigheid van waterviolier in de slootjes duidt op de aanwezigheid van kwelwater. Door de omvorming tot een gemengd vochtig loofbos met grienden en lanen werd het gebied aantrekkelijk voor zangvogels. Daarnaast is er een belangrijke populatie kamsalamanders. Door géén gebiedsvreemd water in te laten, blijft het gebied geschikt voor modderkruipers.
Amerongse Bos
· Amerongse Bovenpolder
· Landgoed Beerschoten
· Beukenburg
· Biltse Duinen
· Birkhoven
· Blauwe Kamer
· Blikkenburg
· Bloeidaal
· Bornia
· Bosch en Duin
· Breeveen
· Broekerbos
· Buitenplaatsen Driebergseweg
· Dartheide
· Elster Buitenwaarden
· Grebbeberg
· Heidestein
· Hoge Ginkel
· Hooge Kampse Plas
· Hoog Moersbergen
· Houdringe
· Juliusput
· Kasteelbos Renswoude
· De Kievit
· Kooilust
· Kozakkenput
· De Krakeling
· Laarsenberg
· De Leyen
· Lockhorsterbos
· Lunenburgerwaard
· Maartensdijkse Bos
· Middelwaard
· Moersbergen
· Niënhof
· Noordhout
· Okkersbos
· Oostbroek
· Over-Holland
· Palmerswaard
· De Paltz
· Panbos
· Plantage Willem III
· Pleinesbos
· De Pol
· Ridderoordse Bos
· Sandenburg
· Sandwijck
· De Schammer
· Stameren
· Landgoed Stoutenburg
· Viaanse Bos
· Viaanse polders en uiterwaarden
· Vikinghof
· Park Vliegbasis Soesterberg
· Vijverbos
· Vijverhof
· Voordorpse polder
· Willem Arntszbos
· Witte Hull
· De Woerd
· Wulperhorst
· Zeisterbos